# 兵种
兵种，是军种内部依据主战装备、作战任务和战术技术特性所划分的部队的基本专业类型。凡是負責戰鬥的類型，稱作兵科。中華民國國軍依照《陸海空軍軍官士官任官條例》規定，將兵種稱作「官科」。兵种按战斗中的任务性质可分为三大类别：战斗（Combat Arms）兵种、战斗支援（Combat support）兵种和战斗勤务支援（Combat service support）兵种，或者分为作战（Combat）兵种和勤务保障（Service Support，或譯為「勤務支援」） 兵种两类。中華民國國軍區分為「戰鬥官科」、「戰鬥勤務官科」、「技術（一般）勤務官科」三類。

## 中華民國國軍

### 陸軍戰鬥官科
- 步兵
- 砲兵
- 裝甲兵
- 政戰（一般）

### 陸軍戰鬥勤務官科
- 工兵
- 資通電
- 航空兵
- 運輸兵
- 化學兵
- 憲兵

### 陸軍技術（一般）勤務官科

#### 技術勤務
- 兵工
- 測量
- 軍醫

#### 一般勤務
- 政戰（專業）
- 軍法
- 行政
- 財務
- 經理

### 海軍戰鬥官科
- 海軍
- 海軍陸戰隊
- 政戰（一般）

### 海軍戰鬥勤務官科
- 航空

### 海軍技術及勤務官科
- 補給
- 軍醫、軍醫兵
- 工程
- 通資電
- 測量
- 行政
- 軍法
- 財務
- 政戰（專業）

### 空軍戰鬥專長
- 飛行
- 領航
- 步兵
- 砲兵
- 政戰（一般）

### 空軍技術及勤務專長
- 戰鬥專長以外的其他專長

## 中國人民解放軍

### 中央直属兵种
- 联勤保障部队
- 信息支援部队
- 军事航天部队
- 网络空间部队

### 陆军作战兵种
- 步兵
- 装甲兵
- 炮兵
- 防空兵
- 陆军航空兵
- 防化兵的喷火分队

### 海军作战兵种
- 水面舰艇兵
- 潜艇兵
- 海军航空兵
- 岸防兵
- 海军陆战队

### 空军作战兵种
- 航空兵（可细分为歼击航空兵、轰炸航空兵、强击航空兵、歼击轰炸航空兵、

运输航空兵、侦察航空兵、直升机航空兵，以及空中预警、空中加油、空中电子干扰对抗
等专业航空分队）
- 高射炮兵
- 地空导弹兵
- 空降兵
- 雷达兵
- 探照灯兵

### 各军种都有的勤务保障兵种
- 通信兵
- 防化兵
- 工程兵
- 电子干扰对抗兵
- 医疗卫生兵
- 后勤辎重兵
- 军事交通运输部队
- 汽车兵

### 已裁撤的兵种
- 骑兵
- 铁道兵
- 基本建设工程兵
- 第二炮兵
- 战略支援部队

## 特殊兵种
- 军事建筑部队（苏联）
- 军事航天兵
- 内务部队或武装警察部队中的内卫警种
- 国家安全部队
- 紧急情况部队
- 边防部队